# Salz-Hasenohr
Das Salz-Hasenohr (Bupleurum tenuissimum), auch Salztrift-Hasenohr genannt, ist eine Pflanzenart aus der Gattung Hasenohren (Bupleurum) innerhalb der Familie der Doldenblütler (Apiaceae). Sie wächst an salzbeeinflussten Standorten.

## Beschreibung

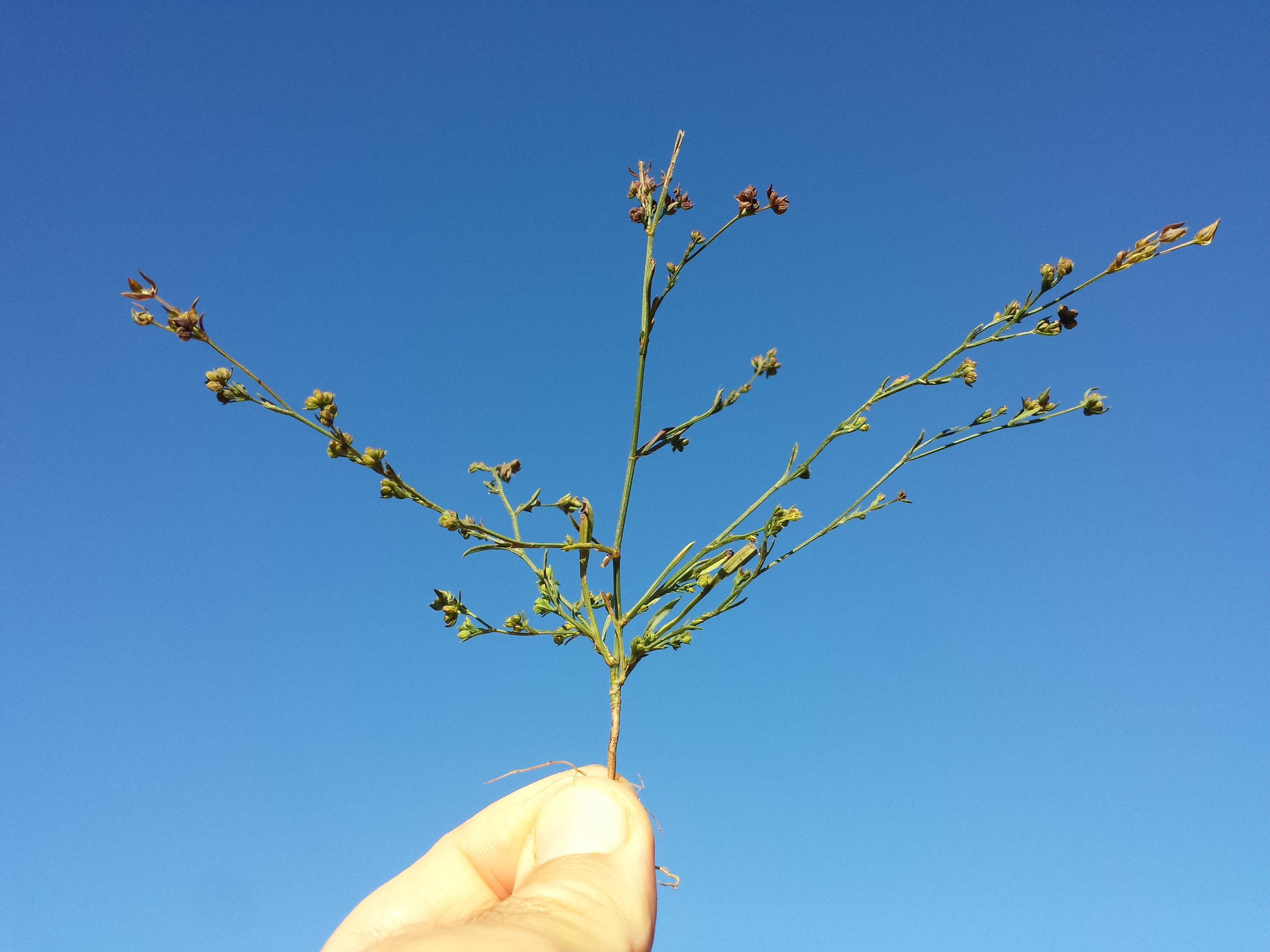
Habitus

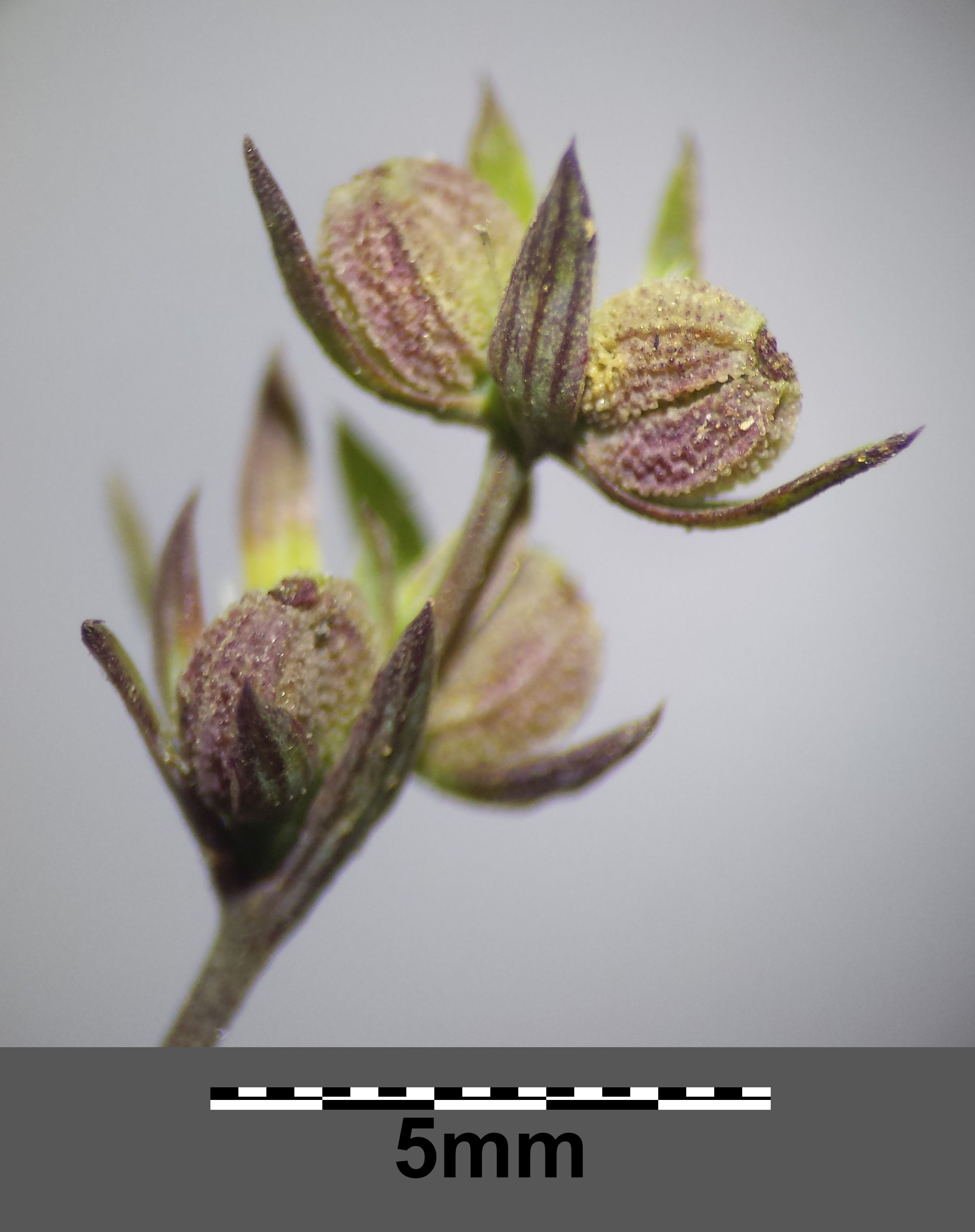
Döldchen fruchtend

### Vegetative Merkmale
Das Salz-Hasenohr ist eine zierliche kleine, einjährige krautige Pflanze, die Wuchshöhen von nur 10 bis 40, selten bis 75 Zentimetern erreicht. Der mehr oder minder aufrechte Stängel ist oft mehrfach besonders im oberen Teil verzweigt.
Von den wechselständig am Stängel angeordneten Laubblättern sind die unteren kurz gestielt und die oberen sitzend. Die bläulich-grüne, ganzrandige Blattspreite ist linealisch bis schmal-lanzettlich und besitzen fünf bis sieben Längsnerven, die durch wenige Netznerven verbunden sind.

### Generative Merkmale
Die Blütezeit reicht von Juli, meist August bis November. Es ist ein mehr oder weniger langer Blütenstandsschaft vorhanden, die Seitendolden auch fast sitzend. Beim doppeldoldigen Blütenstand sind die Doldenstrahlen ungleich lang. Die drei bis fünf Hüllblätter sind schmal-linealisch und viel kürzer als die Dolden. Die drei bis fünf Hüllchenblätter sind schmal-linealisch, sie überragen das Döldchen meist. Die sehr kleinen Blüten bilden ein Döldchen, das höchstens dreistrahlig ist.
Die Blüte ist zwittrig. Die gelblichen bis orangefarbenen Kronblätter sind bei einer Länge von etwa 0,5 Millimetern halbkreisförmig bis länglich-fünfeckig.
Die Spaltfrucht ist bei einer Länge von 2 bis 2,5 Millimetern eiförmig- oder länglich-kugelig und außen höckerig rau.
Die Chromosomenzahl beträgt 2n = 16.

## Vorkommen
Das Salz-Hasenohr kommt von Mitteleuropa über den Kaukasusraum bis nach Vorderasien zumeist in Küstennähe vor. Es gibt Fundortangaben für die Länder Marokko, Algerien, Tunesien, Gibraltar, die Balearen, Spanien, Portugal, Andorra, Frankreich, Monaco, Korsika, Sardinien, Sizilien, San Marino, der Vatikanstaat, Italien, Malta, die Kanalinseln, das Vereinigte Königreich, Belgien, die Niederlande, Deutschland, Dänemark, Schweden, Estland, Polen, Ungarn, Österreich, Slowenien, die Slowakei, Tschechien, Kroatien, Serbien, Bosnien und Herzegowina, Montenegro, Albanien, Bulgarien, Rumänien, Nordmazedonien, Moldawien, die Ukraine, die Krim, Griechenland, den europäischen sowie asiatischen Teil der Türkei, Nordkaukasus, den südliche Teil Russlands, Georgien, Aserbaidschan, den Libanon, Syrien, und die Sinaihalbinsel.
In Argentinien, Vietnam und Neuseeland ist Bupleurum tenuissimum ein Neophyt.
Das Salz-Hasenohr wächst meist auf wechselfeuchten, lückigen Salzwiesen und in salzbeeinflussten Ruderalstellen. Es ist auch an Rändern von schwach salinen Gräben zu finden. Das Salz-Hasenohr verträgt kalkhaltige Böden.
Sein Hauptvorkommen besitzt das Salz-Hasenohr in Salzpflanzenfluren. Bupleurum tenuissimum hat sein Hauptvorkommen in Pflanzengesellschaften des Verbandes Saginion maritimae (Strandmastkrautfluren). Des Weiteren ist es die Kennart der Assoziation Agropyro(Elymo)-Rumicion (Fingerkraut-Quecken-Rasen).

## Gefährdung und Schutz
In Deutschland steht das Salz-Hasenohr auf der Roten Liste gefährdeter Gefäßpflanzen und ist dort als „stark gefährdet“ eingestuft. Bestände gibt es nur in den Bundesländern Schleswig-Holstein, Niedersachsen, Rheinland-Pfalz, Mecklenburg-Vorpommern, Sachsen-Anhalt und Thüringen. In der Schweiz fehlt das Salz-Hasenohr. Bupleurum tenuissimum ist zentral-europaweit gefährdet. Sie genießt jedoch keinen gesonderten gesetzlichen Schutz. Ursachen für den Rückgang der Bestände sind vor allem die Nutzungsintensivierung von Extensivgrünland (Entwässerung, Düngung, Umwandlung in Ackerland), das Brachfallen von Frisch- und Feuchtwiesen sowie die Zerstörung von kleinräumigen Sonderstandorten.

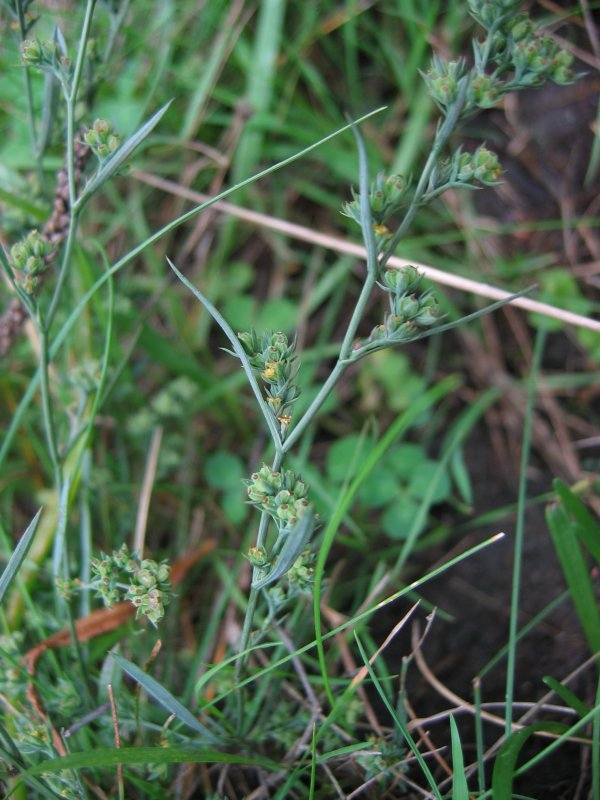
Habitus

## Taxonomie
Die Erstveröffentlichung von Bupleurum tenuissimum erfolgte 1753 durch Carl von Linné in Species Plantarum, Tomus I, Seite 238 als. Das Artepitheton tenuissimum bedeutet „das Feinste“ und bezieht sich auf die zarte Gestalt dieser Pflanzenart.